# Partido Colorado (Uruguay)
El Partido Colorado es un partido político uruguayo surgido en 1836. Es uno de los partidos tradicionales de Uruguay.
Fue fundado el 19 de septiembre de 1836. Se trata además del partido que más tiempo ha gobernado el Uruguay, contabilizando 139 años de liderazgo de gobierno nacional, aunque de forma interrumpida, desde su fundación. Su período ininterrumpido más largo fue de 94 años, y abarcó la segunda mitad del siglo XIX y primera mitad del siglo XX, más precisamente, entre el 20 de febrero de 1865, con el inicio del mandato interino de Venancio Flores, y el 1 de marzo de la 1959, con el comienzo del primer colegiado blanco de 1959-1963. 
Históricamente abarcó sectores de muy diversa ideología, como el Batllismo, el liberalismo, el republicanismo, el krausismo, la socialdemocracia, el conservadurismo y el pragmatismo, adoptando posiciones en el espectro que va desde el centro político a la derecha política.

## Historia

### Orígenes y evolución
Tiene sus orígenes en los enfrentamientos entre los líderes de la independencia de 1825. Una vez finalizada la presidencia de Fructuoso Rivera (1830-1834), su sucesor Manuel Oribe suprime el cargo de Rivera de comandante de la campaña, lo que Rivera aceptó en primera instancia; pero cuando el presidente de la República rectificó tal medida y nombró para desempeñar la comandancia a su hermano Ignacio Oribe, Rivera se levantó en armas.
En 1836 se enfrentan militarmente los partidarios del presidente Oribe y el grupo que apoya a Rivera en la batalla de Carpintería, donde surgen los colores de las divisas que posteriormente identifican a cada grupo político. El Partido Blanco, los partidarios de Oribe, y el Partido Colorado, liderado por Rivera, conforman un bipartidismo que se mantiene hasta fines del siglo XX.
Desde 1865 a 1959 el Partido Colorado ocupa sucesivamente la Presidencia de la República. Históricamente los colorados representaban los intereses de los grupos populares urbanos de la ciudad de Montevideo, grupos de inmigrantes y la apertura a lo europeo. Mientras que sus contrincantes históricos, los blancos, tenían su base en el medio rural (interior del Uruguay) y los intereses del pueblo llano y de los terratenientes.
Con la elección de José Batlle y Ordóñez en 1903 empieza un vanguardista programa de reivindicaciones sociales (la cuestión social) y económicas (desarrollo de empresas estatales) que democratizan y garantizan cierto nivel de participación de la oposición blanca y la creación de un estado de bienestar y laico.
A partir de esa fecha las facciones del partido colorado se organizan en oposición (derecha) o ampliación (izquierda) de las ideas del batllismo. Esto acentúa el proceso que caracteriza al partido más como un lema, o sea agrupación de facciones políticas que comparten el nombre de la lista electoral pero que compiten por medio de listas paralelas en la elección de cargos. Cada sublema (facciones o grupos políticos) suma sus votos a la lista nacional o lema. Idéntico proceso pero bajo otras circunstancias experimentan tanto blancos como el partido conocido como Frente Amplio.

### La dinastía Latorre-Santos
Entre 1875 y 1886 el país estuvo gobernado directa o indirectamente por dos militares colorados, Latorre, quien tuvo mucha influencia en el presidente Varela, y Santos, quien también tuvo mucha influencia sobre el presidente Vidal, que gobernó pocos años. Ambos gobiernos se caracterizaron por la disminución de la deuda pública y el presupuesto al ejército, esto último ocurrió sobre todo en el gobierno de Latorre, que fue más austero que el de Santos. Entre los aspectos positivos de ambos gobiernos estuvieron la reforma escolar de José P. Varela y el inicio de la separación del Estado de la Iglesia católica. Hubo muchas denuncias de persecución a la oposición, sobre todo a la prensa. Santos logró la reelección inmediata al elaborar una compleja estrategia legal que incluyó la creación del departamento de Flores. Su segundo periodo fue de 177 días. En agosto de 1886 sufre un atentado y debe renunciar para ir a Europa para curar sus dolencias. Tanto Latorre como Santos son desterrados por ley y mueren en el extranjero.

### La dinastía Batlle
Una de las familias políticas más famosas del Partido Colorado, los Batlle, han dado al país cuatro presidentes, uno por generación. El primero fue Lorenzo Batlle, quien gobernó entre 1868 y 1872. Debió enfrentar una grave crisis económica surgida en 1868 y el levantamiento del nacionalista Timoteo Aparicio.
El segundo fue José Batlle y Ordóñez, hijo del anterior, que gobernó entre 1903 y 1907 y entre 1911 y 1915. Sus reformas sociales, electorales y económicas llevaron al Uruguay a ser «La Suiza de América». Entre ellas se destacan la abolición de la pena de muerte, ley del divorcio por sola voluntad de la mujer, el retiro de los crucifijos de los hospitales públicos, la separación del Estado y de la Iglesia Católica, la creación de la Escuela de Ciegos y la jornada de ocho horas.
El tercero fue Luis Batlle Berres, sobrino del anterior, fue vicepresidente durante unos meses y luego ocupó la presidencia al fallecer el titular en 1946, gobernó hasta 1950. Su periodo fue conocido como el neobatllismo. Fue el miembro más influyente del Consejo Nacional de Administración electo en 1955. Debió enfrentar una dura crisis económica que puso fin a 93 años del Partido Colorado en el poder.
El cuarto es Jorge Batlle Ibáñez, hijo del anterior, fue cinco veces candidato a la presidencia, fue el primer presidente electo por balotaje, debió enfrentar una dura crisis económica en 2002.
Otros miembros de la familia Batlle han sido electos senadores o diputados. Se destacaron los tres hermanos César, Lorenzo y Rafael Batlle Pacheco, hijos de José Batlle y Ordóñez y primos de Luis Batlle Berres, con quien mantuvieron una larga rivalidad política que se manifestó en la puja electoral entre las listas 14 y 15. José Amorin Batlle, sobrino de Jorge Batlle, fue elegido diputado en 2004, senador en 2009, y fue precandidato a la presidencia de la República por la lista 15, llegando en segundo lugar con el 14% de los votos.

### El quinquenio 2005-2010
Tras el resultado de las elecciones de 2004, el Partido Colorado se convirtió en la tercera agrupación política en términos parlamentarios luego del Frente Amplio y del Partido Nacional, obteniendo el 10,36 % de los sufragios, la votación más baja de su historia.
Tiene representación en ambas cámaras y 17 de las 19 juntas departamentales. En la última encuesta realizada por Equipos Mori en junio de 2006, el Partido Colorado registró un 23% de aprobación en el desempeño como oposición. Según la encuesta de Equipos Mori de marzo de 2008, Julio María Sanguinetti tenía un 27% de aprobación y Jorge Batlle un 18%. Según la encuesta de Equipos Mori de mayo de 2008 Julio María Sanguinetti tuvo un 23% de aprobación y Jorge Batlle un 15%.
Se creó un nuevo grupo llamado Vamos Uruguay liderado por Pedro Bordaberry, el cual a fines del 2008 alcanzó el 58% dentro del Partido Colorado. Dentro de su sector se encuentran: Alternativa Joven (Fernando Amado), Auténtica Democracia (Nicolás Ortiz De Lucía), Alternativa Independiente (Fitzgerald Cantero), entre otras agrupaciones.
El sábado 17 de mayo de 2008 una asamblea de la lista 15 proclamó a José Amorín Batlle como precandidato a la presidencia por el Partido Colorado. El acto se celebró en el Platense Patín Club, donde se reunieron cientos de dirigentes de todo el país. Amorín disputó la precandidatura con el exministro de Ganadería Agricultura y Pesca, Martín Aguirrezabala, que formó su propio movimiento dentro de la lista 15, el “Movimiento 15 de Mayo”.
En junio de 2008 el precandidato por Vamos Uruguay, Pedro Bordaberry, presentó al presidente de la República y la ministra del Interior 50 medidas para el combate a la inseguridad. Entre ellas se destaca la de crear un mapa de delitos para la prevención y eficacia de la policía. El presidente Tabaré Vázquez le expresó que hay varias propuestas sobre seguridad que están en proceso de aplicación por parte del Ministerio del Interior y otras que corresponden al parlamento. La ministra del Interior Daisy Tourné rechazó la propuesta de reducir la mayoría de edad en caso de delitos violentos.
El 15 de julio de 2008 Luis Hierro López fue designado precandidato presidencial por el Foro Batllista, Hierro contó con el apoyo de Julio María Sanguinetti y Tabaré Viera, intendente de Rivera. Washington Abdala se alejó del sector, fundando su propia agrupación "Podemos Más".
El 5 de agosto de 2008 la Cámara Baja rechazó una propuesta de homenaje al expresidente colorado Jorge Pacheco Areco. La propuesta, impulsada por el Partido Colorado, recibió el apoyo del Partido Nacional, totalizando 45 votos, que no fueron suficientes ya que el Frente Amplio votó en contra.
El 20 de agosto de 2008 la Cámara Baja aprobó el desafuero del diputado Carlos Signorelli, ex intendente de Artigas por el Partido Colorado. Este fue el segundo desafuero de un legislador desde el retorno a la democracia en 1985 (el primero fue el del legislador del Frente Amplio José Germán Araújo en 1986). El desafuero se aprobó con 83 votos en 91 presentes. A favor se pronunciaron los legisladores presentes del Frente Amplio, del Partido Nacional y los colorados Washington Abdala (Podemos Más) y Germán Cardoso (Vamos Uruguay). En contra se pronunciaron los restantes 7 diputados colorados (excluyendo al propio Carlos Signorelli).
Carlos Signorelli ya había sido suspendido en sus derechos partidarios el 13 de diciembre de 2006 por el Comité Ejecutivo Nacional (CEN), tras un informe presentado por la Comisión de Ética y Disciplina del partido. En esa oportunidad el CEN había valorado que Signorelli había actuado de una forma reñida "con la tradición en los modos de hacer política del Partido Colorado".

## Ideas
En sus orígenes, el Partido Colorado se vinculó al Partido Unitario argentino y a los brasileños separatistas creadores de la República Riograndense. El unitarismo derivaba del centralismo de tiempos de la independencia y del modelo de estado centralizado que ofrecía el Primer Imperio francés de Napoleón Bonaparte. Los unitarios fueron un grupo integrado en su mayoría por la élite, miembros de la clase alta, intelectuales y militares. Los colorados buscaban la preeminencia de Montevideo contra el interior del país, apoyado por el Partido Nacional. En el aspecto económico defendían el liberalismo, el libre comercio, la libre navegación de los ríos por parte de buques europeos, la modernización del sistema financiero mediante la creación de un banco emisor de papel moneda y la contratación de préstamos para la ejecución de obras. Por ello, a los primeros colorados se los conoce como los liberales uruguayos.
Sin embargo, a comienzos del siglo XX, Batlle y Ordóñez creó una nueva corriente dentro del partido. Durante muchos años al batllismo se le opuso el riverismo, corriente colorada contraria a la postura estatista del batllismo y que aspiraba a un partido más vinculado con el liberalismo clásico. El riverismo era partidario, además, de un Poder Ejecutivo unipersonal "que realmente gobernara" y opuesto al modelo de ejecutivo colegiado del batllismo. Su principal dirigente fue Pedro Manini Ríos, quien se expresaba a través del matutino La Mañana.
La aparición del batllismo representó un cambio rotundo en la fisonomía del partido. El batllismo se nutre de diversas fuentes ideológicas provenientes del krausismo, el republicanismo y el radicalismo. Durante las últimas décadas, era muy común hacer una simplificación: "ser colorado es ser batllista". De hecho, el batllismo tiñó a prácticamente todo el partido con su prédica y acción; si se ve los nombres de los diversos sectores en los actos electorales, es común la referencia a Batlle: Batllismo Unido, Unión Colorada y Batllista, Vanguardia Batllista, Corriente Batllista Independiente, Batllismo Radical, Movimiento de Reafirmación Batllista, etc.. La figura de Batlle y Ordóñez es considerada un patrimonio de todo el partido por políticos y adherentes de muy diversas posturas, por gente de centro, de derecha y de izquierda (también fuera del Partido Colorado). Además, durante décadas, era común oír decir en Uruguay que "el Partido Colorado es el único capacitado para gobernar", con lo cual se da cuenta de la intensa identificación que tuvo este partido con la acción gubernativa. Todo ello llegando al extremo de defender el secreto de Estado como una necesidad imperiosa, al contrario de la tradicional idiosincrasia blanca, caracterizada por exhibir las discusiones y peleas públicas casi como una marca registrada.

### Actualidad
Actualmente el Partido Colorado se encuentra dividido en temas sociales como el aborto, la eutanasia, el voto epistolar, la despenalización de la marihuana y los derechos de los homosexuales (matrimonio, unión civil, ley de identidad de género y ley de adopción), lo que se puede observar en las votaciones de dichos temas en el parlamento.
En la legislatura 2005-2010 Julio María Sanguinetti fue el único legislador colorado en votar el proyecto de ley de Salud Sexual y Reproductiva (vetado por el Poder Ejecutivo) que procuraba legalizar el aborto y por la Ley de Unión Concubinaria (en vigor desde 2008). En 2011 el sector Vamos Uruguay aprobó la disciplina partidaria para votar en contra del proyecto de Interrupción Voluntaria del Embarazo acordado por 49 diputados del Frente Amplio y un legislador independiente. Los únicos dos parlamentarios de Vamos Uruguay que votaron en contra de la disciplina partidaria fueron el entonces secretario general del Partido Colorado, el senador Ope Pasquet, y el diputado Fernando Amado, quienes, pese a estar a favor del proyecto, acataron la resolución, un año más tarde, en diciembre de 2012 todos los diputados colorados presentes al momento de votarse la ley de Matrimonio Igualitario, lo hicieron en favor de la misma.
En cuanto a las demás reformas llevadas a cabo por el gobierno del Frente Amplio, el Partido Colorado se opuso a la reimplantación del impuesto a la renta personal (IRPF) e inició una campaña de recolección de firmas para impulsar una enmienda constitucional que dejara sin efecto el IRPF a las jubilaciones y pensiones. Dado que dicho tramo del impuesto fue declarado inconstitucional por la Suprema Corte de Justicia, en 2008 el gobierno aprobó una ley sustitutiva que creó el Impuesto de Asistencia a la Seguridad Social (IASS). Pese a ello, el Partido Colorado continuó con la recolección de firmas, ya que está en contra de cualquier gravamen a las pasividades. Finalmente, no se lograron las firmas requeridas, ya que se alcanzaron solo 40.000.
En 2007 se fundó el "Movimiento Plancha", hoja de votación 666, integrado por personas que sufrían exclusión social. Su principal objetivo era luchar por la aplicación de leyes contra la discriminación laboral y la integración en la sociedad de las personas fuertemente excluidas, como los habitantes de asentamientos, los homosexuales y los afrodescendientes. En las elecciones de jóvenes colorados del 1.º de diciembre de 2007 obtuvieron 348 votos, casi el 1% de los votos emitidos en dicha elección.
En 2011 el sector Vamos Uruguay lanzó una campaña de recolección de firmas para la baja de la edad de imputabilidad penal de 18 a 16 años. En los primeros dos meses se recolectaron 170.000 firmas y diversas encuestas muestran a al menos el 60% de la población favorable a dicha medida.
En los años 2010 y 2011 el Frente Amplio impulsó la anulación de la Ley de Caducidad siendo la postura del Partido Colorado desfavorable a la anulación de la misma, con algunas minorías a favor de la derogación y/o anulación como el dirigente Diego Fau, que apoyó la recolección de firmas que procuró anular la ley por plebiscito constitucional, fallando por escaso margen. La posición de Diego Fau sobre el tema fue la primera que alcanzó repercusión mediática desde 1986, cuando un diputado colorado, Víctor Vaillant, votó contra la aprobación de dicha ley.
En la siguiente tabla se muestra la opinión de los votantes colorados sobre diversas propuestas parlamentarias presentadas desde 2005 a la fecha.
| Tema (Consultora) | Fecha de la encuesta | De acuerdo | En desacuerdo | No opina/No Sabe |
| --- | -------------------- | ---------- | ------------- | ---------------- |
| Reforma Tributaria (Cifra.) | Agosto de 2007       | 12%        | 68%           | 10%              |
| Anulación de Ley de Caducidad (Cifra.) | Junio de 2011        | 20%        | 61%           | 19%              |
| Matrimonio Igualitario (Equipos.) | Agosto de 2019       | 46%        | 30%           | 24%              |
| Despenalización del aborto (Cifra.) | Octubre de 2009      | 46%        | 36%           | 18%              |
| Baja de la edad de imputabilidad. (Cifra.) | Octubre de 2012      | 77%        | 19%           | 4%               |
| Reforma de seguridad (Cifra.) (allanamientos nocturnos, cadena perpetua revisable, creación de grupo policial especial con militares e imposibilidad de beneficios liberatorios para delincuentes reincidentes). | Agosto de 2019       | 65%        |               |                  |
| Legalización de la venta de marihuana (Equipos.) | Agosto de 2019       | 12%        | 72%           | 16%              |
| Ley integral para personas trans (Opción Consultores.) | Diciembre de 2018    | 11%        | 82%           | 7%               |

## Propuestas de Enmienda Constitucional mediante recolección de firmas
Desde que se encuentra en la oposición en 2004, el Partido Colorado en su totalidad o algunos de sus sub-lemas han intentado llevar a votación dos propuestas de enmienda constitucional mediante la recolección de firmas (se requiere el 10% de los habilitados). La primera propuesta naufragó por falta de rúbricas y la segunda fue sometida a voto popular en octubre de 2014, junto con las elecciones presidenciales. El Partido Colorado no había promovido una recolección de firmas desde 1966, cuando era oposición del último gobierno colegiado presidido por el Partido Nacional.

### Enmienda al artículo 67 de la Constitución
En 2007 el Foro Batllista anunció el inicio de recolección de firmas para prohibir los gravamenes a las pasividades y así derogar el Impuesto a la Asistencia a la Seguridad Social (I.A.S.S) creado por el Frente Amplio tras ser declarado inconstitucional el Impuesto a las rentas a las Personas Físicas en el caso de las jubilaciones (con fallos contradictorios de la Suprema Corte tras el cambio de uno de sus ministros) así como cualquier otro gravámen. Hacia febrero de 2008 la recolección de firmas alcanzó las 20.000 solo de los militantes del Foro Batllista. En agosto de 2008 Sanguinetti criticó la desmovilización de los recolectores de firmas tras la creación del Impuesto de Asistencia a la Seguridad Social. En septiembre de 2008 Luis Hierro anunció que se llevaban recolectadas entre 30 000 y 45 000 firmas. Finalmente no se realizó el plebiscito dado que no se recogieron suficientes rúbricas. El texto proponía añadir al artículo 67 de la Constitución lo siguiente:
"Agrégase al artículo 67 de la Constitución de la República el siguiente inciso: “Las jubilaciones, pensiones, retiros y prestaciones de pasividad de similar naturaleza, no podrán constituir hecho generador de tributo alguno, cualquiera sea su naturaleza”

### Enmienda al artículo 43 de la Constitución
En 2009 una comisión promotora de una enmienda constitucional para bajar la edad de imputabilidad penal de 18 a 16 años para todos los delitos presentó el martes 17 de abril de 2012 más de 350.000 firmas (el mínimo requerido para convocar a una consulta popular es de unas 250.000 firmas), que requieren la verificación de la Corte Electoral antes de que se apruebe la convocatoria a plebiscito.
Las 350 cajas conteniendo las firmas fueron presentadas ante el presidente de la Asamblea General, Danilo Astori en el parlamento.
La reforma propuesta establece como prioridad la protección de las víctimas del delito y apunta a bajar a 16 años la edad de imputabilidad de los adolescentes en casos de homicidios, lesiones graves, rapiñas, extorsión, secuestro y violación así como los demás ilícitos.
Además, procura mantener los antecedentes de los menores que hayan violado la ley cuando éstos cumplen 18 años, y crear un instituto de rehabilitación especializado independiente del Instituto del Niño y el Adolescente de Uruguay (INAU).
La campaña de recolección de firmas fue organizada por los partidos Nacional y Colorado (PC, centro derecha) y encabezada por el expresidente (1990-1995) y senador por el Partido Nacional (PN) Luis Alberto Lacalle y el senador colorado Pedro Bordaberry.
La denominada "Comisión Nacional para Vivir en Paz-Yo firmo" estuvo además integrada por familiares de víctimas de delitos y comerciantes.
El gobernante Frente Amplio (izquierda), el Partido Independiente y el sector Alianza Nacional del Partido Nacional se manifestaron en contra del proyecto de reforma, al igual que organizaciones sociales agrupadas en la "Comisión Nacional No a la Baja".
En junio de 2011, según la encuestadora Cifra, un 65% de los uruguayos estaba de acuerdo con bajar la edad de imputabilidad, 28% estaba en desacuerdo y 7% que no opinó. La aprobación a esa medida era mayoritaria entre los votantes al FA (55%). Entre los blancos el nivel de apoyo era de 73% y entre los colorados de 84%.
En marzo de 2012, según la encuestadora Interconsult, el 66% de la población uruguaya se mostró de acuerdo en bajar la edad de imputabilidad penal de 18 a 16 años, un 27% está en contra de la iniciativa y un 7% no sabe. Los votantes de los partidos tradicionales, los residentes en el interior del país y las personas con menor nivel educativo son las más proclives a esta medida.
Por el contrario, las mayores resistencias se ubican entre los votantes del Frente Amplio, los montevideanos y los habitantes con más años de educación formal. Sin embargo, según este sondeo, más de la mitad de quienes se declaran frenteamplistas aprueban bajar la edad de imputabilidad penal.
Por otra parte, la mayoría de los encuestados (72%) opina que los menores tienen una incidencia muy importante en la concreción de delitos, frente a un 15% que creen que tiene poca o nada.
En la siguiente tabla se muestra la opinión de los votantes colorados sobre la baja de la edad de imputabilidad según las diversas encuestas.
| Consultora   | Fecha        | Bajar a los 14 años | Bajar a los 16 años | Dejar como está. | No Sabe / No Contesta |
| ------------ | ------------ | ------------------- | ------------------- | ---------------- | --------------------- |
| Equipos Mori | Mayo de 2009 | 48%                 | 34%                 | 12%              | 4%                    |

| Consultora  | Fecha             | Totalmente de acuerdo | Algo de acuerdo | Algo en desacuerdo | Totalmente en desacuerdo | No Sabe / No Contesta |
| ----------- | ----------------- | --------------------- | --------------- | ------------------ | ------------------------ | --------------------- |
| Grupo Radar | Diciembre de 2010 | 62%                   | 19%             | 8%                 | 6%                       | 5%                    |

| Consultora | Fecha         | De acuerdo | En desacuerdo | No Sabe / No Contesta |
| ---------- | ------------- | ---------- | ------------- | --------------------- |
| Cifra      | Junio de 2011 | 84%        | 12%           | 4%                    |

El texto de la reforma propuesta establece lo siguiente:
Disposiciones Transitorias y Especiales
Agréguese lo siguiente:
Artículo 1.º. Sustituyese el artículo 43 y la disposición transitoria y especial B de la Constitución de la República, que quedarán redactados en la siguiente forma:
“Artículo 43. La ley establecerá como prioridad la protección de las víctimas del delito.
Las personas mayores de dieciséis y menores de dieciocho años serán penalmente responsables y serán castigados de conformidad con las disposiciones del Código Penal (Ley 9.155 de 4 de diciembre de 1933 y sus modificativas), por la comisión intencional de los delitos de homicidio, homicidio especialmente agravado, homicidio muy especialmente agravado, lesiones graves, lesiones gravísimas, rapiña, rapiña con privación de libertad (copamiento), extorsión, secuestro y violación, así como por los demás delitos que indique la ley.
En los procedimientos penales seguidos a menores de dieciocho años, el Tribunal actuante podrá admitir como eximente o atenuante la ausencia de madurez o discernimiento suficientes.
Los antecedentes de los adolescentes que hayan estado en conflicto con la ley penal no se destruirán y serán considerados en los procesos penales a los que puedan ser sometidos después de cumplir los dieciséis años.
La comisión de delitos, valiéndose de la participación de niños y adolescentes, será especialmente castigada”.
“Disposición transitoria y especial B. El Estado asegurará la existencia de un Servicio Descentralizado dedicado exclusivamente a la internación y rehabilitación de los delincuentes menores de dieciocho años, debiendo dotar al mismo de los recursos necesarios para su funcionamiento.
Dicho Servicio Descentralizado será objeto de un seguimiento especial en el que se dará participación al Comisionado Parlamentario Penitenciario”.
Artículo 2.º. La presente reforma constitucional regirá de inmediato, una vez proclamado el resultado del plebiscito aprobatorio.

## Miembros relevantes del Partido Colorado
Entre los miembros relevantes del partido, se encuentran: Fructuoso Rivera, Joaquín Suárez, Venancio Flores, Lorenzo Batlle, Juan Idiarte Borda, Julio Herrera y Obes, José Batlle y Ordóñez, Domingo Arena, Pedro Manini Ríos, Baltasar Brum, Julio César Grauert, Héctor Grauert,   Tomás Berreta, Luis Batlle Berres, Lorenzo Batlle Pacheco, Jorge Pacheco Areco, Manuel Flores Mora, Amílcar Vasconcellos, Pedro Bordaberry, Luis Hierro Gambardella, Julio María Sanguinetti, Jorge Batlle, Luis Hierro López, Ope Pasquet Iribarne, Manuel Flores Silva, Germán Coutinho, José Amorín Batlle, Tabaré Viera, Jose Casimiro Rondeau, entre otros.

## Intendencias
El Partido Colorado tiene a su cargo la administración de la Intendencia de Rivera.

## Autoridades

### 2004-2009
El Partido Colorado está dirigido por el Comité Ejecutivo Nacional (CEN). En la Convención Nacional celebrada en septiembre de 2004, la lista 1, un acuerdo entre el Foro Batllista y la Lista 15 y encabezada por Julio María Sanguinetti, obtuvo amplia mayoría para la elección del CEN: 12 cargos en 15. Por su parte, la Unión Colorada y Batllista de Alberto Iglesias, con 22 convencionales, obtuvo 71 votos y dos puestos en el CEN, mientras que el Batllismo Abierto de Ope Pasquet, con solo dos convencionales, recibió 33 votos y logró una banca en el Ejecutivo. La Secretaría General quedó a cargo de Julio María Sanguinetti y solo una mujer, Glenda Rondán, integró el CEN en el período 2004-2009.

### 2009 en adelante
En la Convención Nacional celebrada el 12 de septiembre de 2009 el sector Vamos Uruguay obtuvo 10 de los 15 integrantes del Comité Ejecutivo Nacional. A su vez, la Lista 15 obtuvo dos cargos, el sector Uruguay es Posible de Alberto Iglesias otros dos y el Foro Batllista uno. Pedro Bordaberry fue elegido nuevo secretario general del partido para el período 2009-2014. Julio María Sanguinetti no integrará más el CEN por primera vez en 40 años. Tampoco lo hará el expresidente Jorge Batlle.
De este modo, el CEN colorado está integrado por: Pedro Bordaberry, Cristina Ergas, Martha Montaner, Walter Riesgo, Juan Justo Amaro, Pablo Ferrari, Celmar Panighini, Max Sapolinsky, Germán Cardoso, Alberto Iglesias, Ope Pasquet, Roberto Yavarone, Germán Coutinho, Eduardo Malaquina y Yeanneth Puñales.
En abril de 2011, Bordaberry implementó un nuevo sistema en donde el cargo de secretario general fuera rotativo. Fue sustituido en la Secretaría General por Ope Pasquet; y, un año después, Martha Montaner tomó su puesto, siendo la primera secretaria general mujer en la historia del partido. A su vez, fue sucedida por Adrián Peña.

### Actualidad
En 2018 se fundó el sector Ciudadanos, encabezado por Ernesto Talvi. Este economista resultó ungido candidato único a la presidencia para las elecciones de 2019. De cara al balotaje de noviembre de ese año, Talvi apoya a Luis Lacalle Pou contra Daniel Martínez Villamil, ganando el primero. Esto lleva a Lacalle Pou a formar una coalición de gobierno con otros partidos para poder gobernar, de la cual el Partido Colorado es parte. 
Actualmente el Partido Colorado posee varios cargos públicos en el gobierno de coalición: ministerios, empresas públicas, subsecretarías, etc. Pero tras la renuncia de Ernesto Talvi, ungido canciller, de participar en la actividad política y la edad de Julio María Sanguinetti, que tomó cargo de la secretaría general en 2019, el Partido Colorado no tiene candidatos claros para las elecciones venideras de 2024. Esto ha causado que varios dirigentes se vuelquen de nuevo en la figura de Pedro Bordaberry, retirado de la política, a pesar de la negativa de Bordaberry de volver según algunas fuentes. Esto ha provocado que otros nombres surjan como posibles candidatos para 2024, tales como Gabriel Gurméndez, Andrés Ojeda, Robert Silva, Adrián Peña, Gustavo Zubía, Carmen Sanguinetti, Ope Pasquet o el secretario general de la OEA Luis Almagro.
En 2022 el Partido ha retomado una política reapertura a los históricos clubes zonales según los barrios de Montevideo.

## Cargos electivos del Partido Colorado

### Período 2025-2030

#### Senadores
- Pedro Bordaberry (Vamos Uruguay)
- Andrés Ojeda (Unir para Crecer)
- Robert Silva (Unir para Crecer)
- Tabaré Viera (Vamos Uruguay)
- Gustavo Zubía (Unir para Crecer)

#### Diputados
- Maximiliano Campo (Tacuarembó)
- Elianne Castro (Montevideo)
- Walter Cervini (Canelones)
- Matías Duque (Canelones)
- Gabriel Gurméndez (Maldonado)
- Juan Martín Jorge (Montevideo)
- Adrián Juri (Montevideo)
- Martí Molins (Rivera)
- Marne Osorio (Rivera)
- Nibia Reisch (Colonia)
- Conrado Rodríguez (Montevideo )
- Carlos Rydstrom (Montevideo)
- Felipe Schipani (Montevideo)
- Walter Verri (Paysandú)
- Mauricio Viera (San José)

### Período 2020-2025

#### Senadores
- Germán Coutinho (Vamos Uruguay)
- Adrian Peña (Ciudadanos)
- Julio María Sanguinetti (Batllistas)
- Ernesto Talvi (Ciudadanos)

#### Diputados
- Jorge Alvear (Canelones)
- Germán Cardoso (Maldonado)
- Walter Cervini (Canelones )
- Omar Estévez (Salto)
- Martín Melazzi (Soriano)
- Juan Moreno (Paysandú)
- Marne Osorio (Rivera)
- Ope Pasquet (Montevideo)
- Nibia Reisch (Colonia)
- Conrado Rodríguez (Montevideo)
- María Eugenia Rosello (Montevideo)
- Felipe Schipani (Montevideo)
- Gustavo Zubía (Montevideo)

### Período 2015-2020

#### Senadores
- Pedro Bordaberry (Vamos Uruguay)
- Germán Coutinho (Vamos Uruguay)
- José Amorín Batlle (ProBa)
- Martha Montaner (1955 - 2016, Vamos Uruguay)

#### Diputados
- Graciela Matiaude (Canelones)
- Germán Cardoso (Maldonado)
- Conrado Rodríguez (Montevideo)
- Walter Verri (Paysandú)
- Cecilia Eguiluz (Salto)
- Valentina Rapela (Montevideo)
- Ope Pasquet (Montevideo)
- Tabaré Viera (Rivera)
- Adrián Peña (Canelones)
- Susana Montaner (Tacuarembó)
- Nibia Reisch (Colonia)

### Período 2010-2015

#### Senadores
- Pedro Bordaberry (Vamos Uruguay)
- Germán Coutinho (Vamos Uruguay)
- Ope Pasquet (Vamos Uruguay)
- José Amorín Batlle (ProBa)
- Tabaré Viera (ProBa)

#### Diputados
- Gustavo Espinosa (Canelones)
- Graciela Matiaude (Canelones)
- Daniel Bianchi (Colonia)
- Germán Cardoso (Maldonado)
- Conrado Rodríguez (Montevideo)
- Fernando Amado (Montevideo)
- Fitzgerald Cantero (Montevideo)
- Juan Manuel Garino (Montevideo)
- Aníbal Gloodtdofsky (Montevideo)
- Óscar Magurno (Montevideo)
- Alma Mallo (Montevideo)
- Juan Ángel Vázquez (Montevideo)
- Walter Verri (Paysandú)
- Marne Osorio (Rivera)
- Cecilia Eguiluz (Salto)
- Gustavo Cersósimo (San José)
- José Amy (Soriano)
- Martha Montaner (Tacuarembó)

## Grupos políticos que integran el Partido Colorado

### Lemas de elecciones 2019
- Ciudadanos
- Batllistas

Tercera vía

### Listas de elecciones nacionales 2019
| Lista      | Sector            | Figuras del Sector      |
| ---------- | ----------------- | ----------------------- |
| Lista 600  | Ciudadanos        | Ernesto Talvi           |
| Lista 15   | Lista 15          | José Amorin Batlle      |
| Lista 2000 | Batllistas (2018) | Julio María Sanguinetti |
| Lista 9007 | Tercera vía       | Gustavo Zubía           |

### Listas de elecciones internas 2014
| Lista          | Logo | Agrupación                                       | Figuras de la Agrupación                   |
| -------------- | ---- | ------------------------------------------------ | ------------------------------------------ |
| Lista 99       |      |                                                  | Yamandú Fau                                |
| Lista 321      |      | Uruguay es Posible                               | Alberto Iglesias                           |
| Lista 360      |      |                                                  |                                            |
| Lista 505      |      |                                                  |                                            |
| Lista 513      |      | Colorados Batllistas Independientes de Lavalleja | Daniel Pareira Emilio Cáceres Raúl Cáceres |
| Lista 815      |      |                                                  | Jorge Batlle Walter Antuña                 |
| Lista 919      |      |                                                  |                                            |
| Lista 1000     |      | Construyendo Uruguay                             |                                            |
| Lista 1003     |      |                                                  |                                            |
| Lista 1010     |      | Unidad Batllista                                 |                                            |
| Lista 1011     |      | Vamos Ahora                                      | Martín Aguirrezabala                       |
| Lista 1013     |      |                                                  |                                            |
| Lista 1014     |      |                                                  |                                            |
| Lista 1015     |      |                                                  |                                            |
| Lista 1030     |      |                                                  |                                            |
| Lista 1050     |      |                                                  |                                            |
| Lista 1084     |      |                                                  |                                            |
| Lista 1085     |      |                                                  |                                            |
| Lista 1122     |      | Creando Futuro                                   |                                            |
| Lista 1520     |      |                                                  |                                            |
| Lista 1870     |      |                                                  | Pablo Deandrea                             |
| Lista 1915     |      | Pilar Batllista                                  | Jorge Batlle Gonzalo Secco                 |
| Lista 2092     |      |                                                  | Abel Duarte                                |
| Lista 3010     |      |                                                  |                                            |
| Lista 10000    |      |                                                  |                                            |
| Lista 10101    |      |                                                  |                                            |
| Lista 10222    |      |                                                  |                                            |
| Lista 10520    |      |                                                  |                                            |
| Lista 101010   |      |                                                  |                                            |
| Lista 102000   |      |                                                  |                                            |
| Lista 123456   |      | Pasión Batllista                                 | Washington Abdala                          |
| Lista 152222   |      |                                                  | Jorge Batlle Daniel García                 |
| Lista 10101010 |      |                                                  |                                            |

| Lista          | Logo | Agrupación                                       | Figuras de la Agrupación                   |
| -------------- | ---- | ------------------------------------------------ | ------------------------------------------ |
| Lista 99       |      |                                                  | Yamandú Fau                                |
| Lista 321      |      | Uruguay es Posible                               | Alberto Iglesias                           |
| Lista 360      |      |                                                  |                                            |
| Lista 505      |      |                                                  |                                            |
| Lista 513      |      | Colorados Batllistas Independientes de Lavalleja | Daniel Pareira Emilio Cáceres Raúl Cáceres |
| Lista 815      |      |                                                  | Jorge Batlle Walter Antuña                 |
| Lista 919      |      |                                                  |                                            |
| Lista 1000     |      | Construyendo Uruguay                             |                                            |
| Lista 1003     |      |                                                  |                                            |
| Lista 1010     |      | Unidad Batllista                                 |                                            |
| Lista 1011     |      | Vamos Ahora                                      | Martín Aguirrezabala                       |
| Lista 1013     |      |                                                  |                                            |
| Lista 1014     |      |                                                  |                                            |
| Lista 1015     |      |                                                  |                                            |
| Lista 1030     |      |                                                  |                                            |
| Lista 1050     |      |                                                  |                                            |
| Lista 1084     |      |                                                  |                                            |
| Lista 1085     |      |                                                  |                                            |
| Lista 1122     |      | Creando Futuro                                   |                                            |
| Lista 1520     |      |                                                  |                                            |
| Lista 1870     |      |                                                  | Pablo Deandrea                             |
| Lista 1915     |      | Pilar Batllista                                  | Jorge Batlle Gonzalo Secco                 |
| Lista 2092     |      |                                                  | Abel Duarte                                |
| Lista 3010     |      |                                                  |                                            |
| Lista 10000    |      |                                                  |                                            |
| Lista 10101    |      |                                                  |                                            |
| Lista 10222    |      |                                                  |                                            |
| Lista 10520    |      |                                                  |                                            |
| Lista 101010   |      |                                                  |                                            |
| Lista 102000   |      |                                                  |                                            |
| Lista 123456   |      | Pasión Batllista                                 | Washington Abdala                          |
| Lista 152222   |      |                                                  | Jorge Batlle Daniel García                 |
| Lista 10101010 |      |                                                  |                                            |

## Últimos sondeos de intención de voto
- Ver: Elecciones internas de Uruguay de 2024
- Ver: Elecciones presidenciales de Uruguay de 2024

## Resultados electorales

### Elecciones legislativas
|  | 61,40 % |

|  | 61,40 % |

|  | 53,88 % |

|  | 53,88 % |

|  | 47,81 % |

|  | 47,81 % |

|  | 52,61 % |

|  | 52,61 % |

|  | 50,55 % |

|  | 50,55 % |

|  | 37,70 % |

|  | 37,70 % |

|  | 44,51 % |

|  | 44,51 % |

|  | 49,33 % |

|  | 49,33 % |

|  | 40,96 % |

|  | 40,96 % |

|  | 41,22 % |

|  | 41,22 % |

|  | 30,10 % |

|  | 30,10 % |

|  | 32,35 % |

|  | 32,35 % |

|  | 32,80 % |

|  | 32,80 % |

|  | 10,61 % |

|  | 10,61 % |

|  | 17,02 % |

|  | 17,02 % |

|  | 12,89 % |

|  | 12,89 % |

|  | 12,34 % |

|  | 12,34 % |

### Elecciones presidenciales
| Elección | Candidatos | Grupo político                | Primera vuelta     | Primera vuelta | Primera vuelta   | Primera vuelta | Resultado                         |
| Elección | Candidatos | Grupo político                | Votos al candidato | %              | Votos al partido | %              | Resultado                         |
| -------- | --- | ----------------------------- | ------------------ | -------------- | ---------------- | -------------- | --------------------------------- |
| 1922     | José Serrato |                               | 123,279            | 50,05%         | 123,279          | 50,05%         | Sí electo                         |
| 1926     | Juan Campisteguy |                               | 97,475             | 33,71%         | 141,553          | 48,96%         | Sí electo                         |
| 1926     | Julio María Sosa |                               | 43,929             | 15,19%         | 141,553          | 48,96%         | No electo                         |
| 1930     | Gabriel Terra |                               | 136,832            | 42,93%         | 165,827          | 52,02%         | Sí electo                         |
| 1930     | Pedro Manini Ríos |                               | 28,882             | 9,06%          | 165,827          | 52,02%         | No electo                         |
| 1930     | Federico Fleurquin |                               | 8,340              | 2,62%          | 165,827          | 52,02%         | No electo                         |
| 1938     | Alfredo Baldomir |                               | 121,259            | 33,95%         | 219,311          | 61,40%         | Sí electo                         |
| 1938     | Eduardo Blanco Acevedo |                               | 97,998             | 27,43%         | 219,311          | 61,40%         | No electo                         |
| 1942     | Juan José de Amézaga |                               | S/D                | Sin datos      | 309,630          | 53,88%         | Sí electo                         |
| 1942     | Eduardo Blanco Acevedo |                               | S/D                | Sin datos      | 309,630          | 53,88%         | No electo                         |
| 1942     | Eugenio Lagarmilla |                               | S/D                | Sin datos      | 309,630          | 53,88%         | No electo                         |
| 1946     | Tomás Berreta |                               | 185,715            | 27,71%         | 310,496          | 46,33%         | Sí electo                         |
| 1946     | Rafael Schiaffino |                               | 83,534             | 12,46%         | 310,496          | 46,33%         | No electo                         |
| 1946     | Alfredo Baldomir |                               | 40,875             | 6,10%          | 310,496          | 46,33%         | No electo                         |
| 1950     | Andrés Martínez Trueba |                               | 161,262            | 19,58%         | 433,454          | 52,61%         | Sí electo                         |
| 1950     | César Mayo Gutiérrez |                               | 150,930            | 18,32%         | 433,454          | 52,61%         | No electo                         |
| 1950     | Eduardo Blanco Acevedo |                               | 120,949            | 14,68%         | 433,454          | 52,61%         | No electo                         |
| Elección | Candidatos al Consejo Nacional de Gobierno                                                                                       | Grupo político                | Primera vuelta     | Primera vuelta | Primera vuelta   | Primera vuelta | Resultado                         |
| Elección | Candidatos al Consejo Nacional de Gobierno                                                                                       | Grupo político                | Votos a la lista   | %              | Votos al partido | %              | Resultado                         |
| 1954     | Luis Batlle Berres, Alberto Fermín Zubiría, Arturo Lezama, Carlos Fischer, Justino Zavala Muniz, Zoilo Chelle                    | Lista 15                      | 254,648            | 28,96%         | 444,429          | 50,55%         | Sí electo 6 cargos por la mayoría |
| 1954     | Orestes Lanza, Eduardo Acevedo Álvarez, Giordano Bruno Eccher, Daniel Castellanos, Álvaro Correa Moreno, Federico García Capurro | Lista 14                      | 180,164            | 20,49%         | 444,429          | 50,55%         | No electo                         |
| 1954     | César Charlone, Roberto Barreira, Manuel Troncoso, Carlos Vilaró Rubio, Arsenio Bargo, Juan Rodríguez López                      | Unión Colorada y Batllista    | 9,292              | 1,06%          | 444,429          | 50,55%         | No electo                         |
| 1958     | Manuel Rodríguez Correa, Ledo Arroyo Torres, Héctor Grauert, Amílcar Vasconcellos, Julio C. Estrella, Armando I. Barbieri        | Lista 15                      | 215,881            | 21,47%         | 379,062          | 37,70%         | Sí electo 2 cargos por la minoría |
| 1958     | César Batlle Pacheco, Luis A. Brause, Juan P. Fabini, Orestes Lanza, Andrés Martínez Trueba, Armando Malet                       | Lista 14                      | 154,110            | 15,33%         | 379,062          | 37,70%         | Sí electo 1 cargo por la minoría  |
| 1958     | Washington Fernández, Eduardo Jiménez de Aréchaga, Carlos A. Surraco, Juan Enrique Llovet, Ceibal Artigas, Felisindo Castro      | Unidad Batllista              | 8,514              | 0,85%          | 379,062          | 37,70%         | No electo                         |
| 1962     | Luis Batlle Berres, Amílcar Vasconcellos, Alberto Abdala, José Acquistapace, Julio Lacarte Muró, Enrique Rodríguez Fabregat      | Lista 15                      | 277,259            | 23,68%         | 521,231          | 44,51%         | Sí electo 2 cargos por la minoría |
| 1962     | Óscar Gestido, Augusto Legnani, Carlos Manini Ríos, Tabaré Berreta, Esteban Rostagnol Bein, Carlos Viana Aranguren               | Unión Colorada y Batllista    | 167,085            | 14,27%         | 521,231          | 44,51%         | Sí electo 1 cargo por la minoría  |
| 1962     | Zelmar Michelini, Renán Rodríguez, Esteban Campal, Delfos Roche, Luis I. Garibaldi, Ceibal Artigas                               | Lista 99                      | 76,510             | 6,53%          | 521,231          | 44,51%         | No electo                         |
| Elección | Candidatos | Grupo político                | Primera vuelta     | Primera vuelta | Primera vuelta   | Primera vuelta | Resultado                         |
| Elección | Candidatos | Grupo político                | Votos al candidato | %              | Votos al partido | %              | Resultado                         |
| 1966     | Óscar Gestido |                               | 262,040            | 21,27%         | 607,633          | 49,33%         | Sí electo                         |
| 1966     | Jorge Batlle | Lista 15                      | 215,642            | 17,51%         | 607,633          | 49,33%         | No electo                         |
| 1966     | Amílcar Vasconcellos |                               | 77,476             | 6,29%          | 607,633          | 49,33%         | No electo                         |
| 1966     | Zelmar Michelini |                               | 48,022             | 3,90%          | 607,633          | 49,33%         | No electo                         |
| 1966     | Justino Jiménez de Aréchaga |                               | 4,064              | 0,33%          | 607,633          | 49,33%         | No electo                         |
| 1971     | Juan María Bordaberry | Unión Nacional Reeleccionista | 379,515            | 21,97%         | 681,624          | 40,96%         | Sí electo                         |
| 1971     | Jorge Batlle | Lista 15                      | 242,804            | 14,06%         | 681,624          | 40,96%         | No electo                         |
| 1971     | Amílcar Vasconcellos | Lista 315                     | 48,839             | 2,83%          | 681,624          | 40,96%         | No electo                         |
| 1971     | Juan Luis Pintos |                               | 5,402              | 0,31%          | 681,624          | 40,96%         | No electo                         |
| 1971     | Juan Pedro Ribas |                               | 4,025              | 0,23%          | 681,624          | 40,96%         | No electo                         |
| 1984     | Julio María Sanguinetti | Batllismo Unido - Lista 15    | 592,061            | 30,67%         | 777,701          | 41,22%         | Sí electo                         |
| 1984     | Jorge Pacheco Areco | Unión Colorada y Batllista    | 183,801            | 9,52%          | 777,701          | 41,22%         | No electo                         |
| 1989     | Jorge Batlle | Lista 15                      | 291,944            | 14,20 %        | 596,964          | 30,10%         | No electo                         |
| 1989     | Jorge Pacheco Areco | Unión Colorada y Batllista    | 289,222            | 14,06 %        | 596,964          | 30,10%         | No electo                         |
| 1989     | Hugo Fernández Faingold | Foro Batllista                | 14,482             | 0,70 %         | 596,964          | 30,10%         | No electo                         |
| 1994     | Julio María Sanguinetti | Foro Batllista                | 500,767            | 23,59%         | 656,428          | 32,35%         | Sí electo                         |
| 1994     | Jorge Batlle | Lista 15                      | 102,551            | 4,83 %         | 656,428          | 32,35%         | No electo                         |
| 1994     | Jorge Pacheco Areco | Unión Colorada y Batllista    | 51,936             | 2,45 %         | 656,428          | 32,35%         | No electo                         |
| 1994     | Jorge Barreiro |                               | 227                | 0,01%          | 656,428          | 32,35%         | No electo                         |
| Elección | Candidatos | Grupo político                | Primera vuelta     | Primera vuelta | Segunda vuelta   | Segunda vuelta | Resultado                         |
| Elección | Candidatos | Grupo político                | Votos              | %              | Votos            | %              | Resultado                         |
| 1999     | Jorge Batlle | Lista 15                      | 703,915            | 32,80%         | 1,158,708        | 54,13%         | Sí electo                         |
| 2004     | Guillermo Stirling | Foro Batllista                | 231,036            | 10,61%         |                  |                | No electo                         |
| 2009     | Pedro Bordaberry | Vamos Uruguay                 | 392,307            | 17,02%         |                  |                | No electo                         |
| 2014     | Pedro Bordaberry | Vamos Uruguay                 | 305,699            | 12,89%         |                  |                | No electo                         |
| 2019     | Ernesto Talvi | Ciudadanos                    | 300,177            | 12,34%         |                  |                | No electo                         |
| 2024     | Andrés Ojeda | Unir                          | 392,592            | 16.06%         |                  |                | No electo                         |

### Elecciones internas
| Elección | Precandidatos              | Grupo político                     | Votos   | %       | Votos al partido | Resultado                |
| -------- | -------------------------- | ---------------------------------- | ------- | ------- | ---------------- | ------------------------ |
| 1999     | Jorge Batlle               | Lista 15                           | 264,770 | 54,92%  | 482,088          | Sí electo como candidato |
| 1999     | Luis Hierro López          | Foro Batllista                     | 212,777 | 44,14%  | 482,088          | No electo                |
| 1999     | Víctor Vaillant            | Lista 27                           | 2,157   | 0,45%   | 482,088          | No electo                |
| 1999     | Federico Bouza             | Nueva Opción                       | 1,646   | 0,34%   | 482,088          | No electo                |
| 1999     | César Cabrera              | Emprendimiento                     | 738     | 0,15%   | 482,088          | No electo                |
| 2004     | Guillermo Stirling         | Foro Batllista                     | 144,997 | 91,0%   | 159,223          | Sí electo como candidato |
| 2004     | Alberto Iglesias           | Unión Colorada y Batllista         | 10,881  | 6,8%    | 159,223          | No electo                |
| 2004     | Ricardo Lombardo           | Fuerza Independiente de Renovación | 2,029   | 1,3%    | 159,223          | No electo                |
| 2004     | Manuel Flores Silva        | Corriente Batllista Independiente  | 1,187   | 0,7%    | 159,223          | No electo                |
| 2004     | Gustavo Boquete            | Renovación política uruguaya       | 74      | 0,07%   | 159,223          | No electo                |
| 2004     | Eisenhower Cardoso         | Por una sociedad mejor             | 55      | 0,04%   | 159,223          | No electo                |
| 2004     | Jorge Ruiz Garateguy       | Movimiento 33 orientales           | 0       | 0,0%    | 159,223          | No electo                |
| 2009     | Pedro Bordaberry           | Vamos Uruguay                      | 92,726  | 71.20%  | 128,422          | Sí electo como candidato |
| 2009     | José Amorín Batlle         | Lista 15                           | 19,000  | 14.79%  | 128,422          | No electo                |
| 2009     | Luis Hierro López          | Foro Batllista                     | 15,474  | 12.05%  | 128,422          | No electo                |
| 2009     | Daniel Lamas               | Renovación y Cambio                | 1,115   | 0.87%   | 128,422          | No electo                |
| 2009     | Pedro Etchegaray           | Marcando el Rumbo                  | 58      | 0.05%   | 128,422          | No electo                |
| 2009     | Eisenhower Cardoso         | Por una Sociedad Mejor             | 49      | 0.04%   | 128,422          | No electo                |
| 2014     | Pedro Bordaberry           | Vamos Uruguay                      | 103,142 | 73.62%  | 140,099          | Sí electo como candidato |
| 2014     | José Amorín Batlle         | Lista 15                           | 36,310  | 25.92%  | 140,099          | No electo                |
| 2014     | Manuel Flores Silva        | Ala Batllista                      | 497     | 0.35 %  | 140,099          | No electo                |
| 2019     | Ernesto Talvi              | Ciudadanos                         | 99,280  | 53,72%  | 184,819          | Sí electo como candidato |
| 2019     | Julio María Sanguinetti    | Batllistas                         | 60,635  | 32,81%  | 184,819          | No electo                |
| 2019     | José Amorín Batlle         | Lista 15                           | 24,487  | 13,25%  | 184,819          | No electo                |
| 2019     | Edgardo Martínez Zimarioff | Opción Colorada                    | 188     | 0,10%   | 184,819          | No electo                |
| 2019     | Pedro Etchegaray           | Marcando el Rumbo                  | 46      | 0,025%  | 184,819          | No electo                |
| 2019     | José González Querio       | Transformador                      | 3       | 0,0016% | 184,819          | No electo                |
| 2024     | Andrés Ojeda               | Unir                               | 40,040  | 39,5%   | 101,386          | Sí electo como candidato |
| 2024     | Robert Silva               | Crece                              | 22,708  | 22,4%   | 101,386          | No electo                |
| 2024     | Gabriel Gurméndez          | Lista 15                           | 18,815  | 18,6%   | 101,386          | No electo                |
| 2024     | Tabaré Viera               | Batllistas                         | 18,292  | 18,0%   | 101,386          | No electo                |
| 2024     | Carolina Ache Batlle       | Vamos con la justa                 | 1,158   | 1,1%    | 101,386          | No electo                |
| 2024     | Zaida González             | LAURA Batllista                    | 170     | 0,2%    | 101,386          | No electo                |